# ГЕС Èpíng
ГЕС Èpíng (鄂坪水电站) — гідроелектростанція у центральній частині Китаю в провінції Хубей. Використовує ресурс із річки Huiwan, лівої твірної Духе, котра в свою чергу є правою притокою Ханьшуй (великий лівий доплив Янцзи). При цьому нижче по сточищу на самій Духе працює власний каскад, який починається із ГЕС Панкоу.
В межах проекту річку перекрили кам’яно-накидною греблею із бетонним облицюванням висотою 126 метрів та шириною по гребеню 10 метрів. Вона утримує водосховище з об’ємом 303 млн м3 і нормальним рівнем поверхні на позначці 550 метрів НРМ.
Пригреблевий машинний зал обладнали трьома турбінами типу Френсіс потужністю по 38 МВт, які використовують напір до 111 метрів та забезпечують виробництво 275 млн кВт-год електроенергії на рік. 
Видача продукції відбувається по ЛЕП, розрахованій на роботу під напругою 110 кВ.